# 골 셀러브레이션

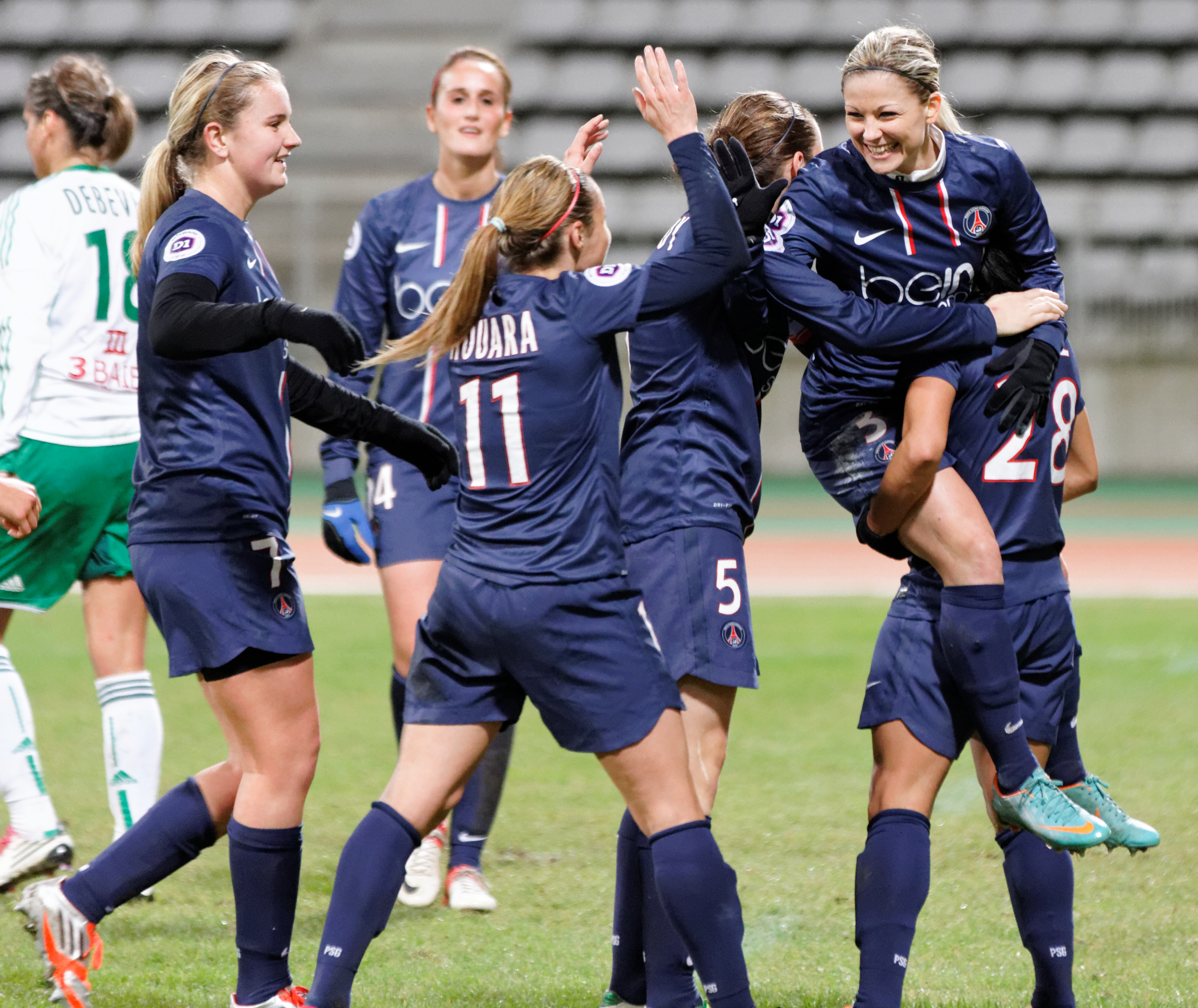
득점 후 기뻐하는 파리 생제르맹 페미닌 선수들

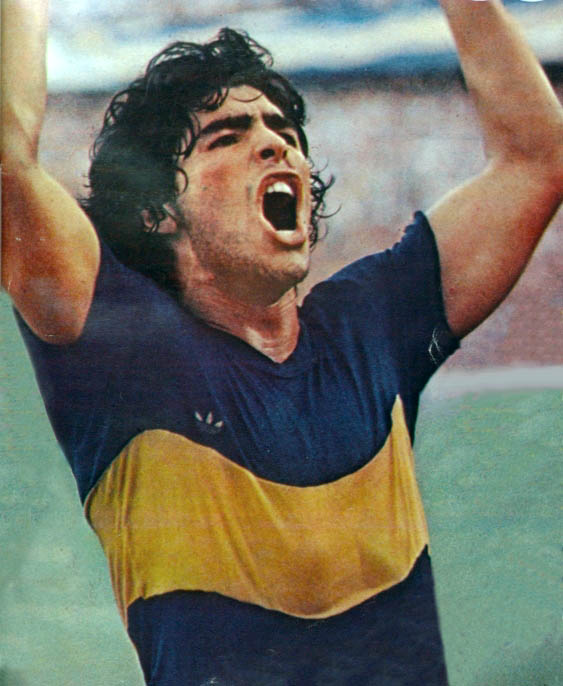
골 넣은 후 셀러브레이션 하는 디에고 마라도나

골 셀러브레이션(영어: goal celebration)은 축구 등의 구기종목 경기에서 선수가 득점을 한 후 기뻐하는 행위이다. 국내에서는 골 세리머니(영어: goal ceremony)라는 콩글리쉬 용어가 일반화되어 있다. 순우리말로하면 기쁨짓이며 대한축구협회가 번역한 축구 경기 규칙(Law of the Game)에는 득점 축하 행동이라는 용어를 사용하고 있다.
골 셀러브레이션은 축구 뿐만 아니라 농구나 핸드볼 등 골이 승부에 영향을 미치는 다른 구기 종목에서도 볼 수 있다. 그러나 보통 축구에서 가장 빈번하게 쓰인다. 간단하게 기쁨을 표현하는 것부터 선수 각자 취향을 살린 것 등 다양한 종류가 있으며, 축구 관전의 오락 중 하나이다. FIFA 규정상 인종차별 또는 정치적인 의도가 있거나 골 넣은 직후 유니폼을 벗는 등 도를 넘어선 셀러브레이션을 하면 작게는 옐로 카드나 레드 카드를 받으며 크게는 징계를 받기도 한다. 또한 골을 넣고 경기장에 배치된 광고판을 넘거나 공중제비 등의 격한 셀러브레이션은 부상을 야기하기도 한다.

## 유명 셀러브레이션
셀러브레이션은 특정 한 선수의 트레이드 마크가 되기도 하며 셀러브레이션만으로도 유명해진 축구선수들도 있다. 다음은 축구 역사 중 잘 알려진 셀러브레이션 및 관련 사건들이다.
- 미로슬라프 클로제와 루이스 나니의 공중제비 셀러브레이션이 유명하다.[2][3] 당시 알렉스 퍼거슨 맨체스터 유나이티드 감독이 나니의 안전을 고려하여 공중제비 셀러브레이션을 금지시켰다는 소문이 돌기도 했으나 나니의 한 언론사와의 인터뷰를 통해 이는 사실이 아님이 밝혀졌다.
- 로비 킨의 로빈 후드 셀러브레이션과 쌍권총 셀러브레이션
- 파울로 디발라의 눈 밑에 검지와 엄지를 사용하여 브이를 표현한 셀러브레이션
- 프랭크 램파드의 양손 검지를 치켜 세우는 셀러브레이션
- 스티븐 제라드의 두 팔을 벌리며 뛰는 셀러브레이션과 중계 카메라에 키스하는 셀러브레이션
- 다니엘 스터리지의 두 팔을 흔들며 춤추는 댄스 셀러브레이션
- 히카르두 카카의 두 팔을 벌려 하느님께 기도하는 셀러브레이션
- 알렉상드르 라카제트의 중거리 슛 성공 후 무표정 셀러브레이션
- 올리비에 지루는 16-17시즌 프리미어리그 19라운드 크리스털 팰리스와의 경기에서 마치 전갈을 연상케 하는 슛 동작을 선보이며 선제골을 넣은 적이 있었다. 이 골은 푸스카스 상을 받는 등 엄청난 화제를 모았으며 그 골을 기념하기 위해 지루는 본머스와의 경기에서 추가시간 동점골을 넣은 후 다시 한번 전갈을 연상케 하는 동작을 선보이며 일명 전갈 킥 셀러브레이션을 했다.
- 제시 린가드의 일명 피리 부는 소년 셀러브레이션
- 잉글랜드와 스페인과의 경기에서 잉글랜드의 제이미 바디가 다이빙 헤더 골을 넣은 후 팀 동료들과 시행한 마네킹처럼 움직이지 않는 마네킹 챌린지 셀러브레이션[4]
- 즐라탄 이브라히모비치의 코너킥 깃발을 옆차기로 걷어 차는 태권도 셀러브레이션
- 크리스티아누 호날두와 파트리스 에브라가 함께한 구두 닦기 셀러브레이션
- 크리스티아누 호날두는 일명 호우 셀러브레이션이 유명하다. 이 셀러브레이션은 여러 동작들이 연결되어 있는데 먼저 양손 검지로 땅을 가리키며 뛰어간 다음, 오른손 검지 손가락을 돌리며 높이 점프를 한 후 두 팔을 펼쳐 등 돌려 착지한다. 착지와 동시에 '호우!(SIUUU!)'를 외치기 때문에 호우 셀러브레이션이라는 별칭이 붙었으며 관중들도 다같이 착지하는 타이밍에 맞춰 '호우!(SIUUU!)'를 외치기도 한다. 이 셀러브레이션은 호날두의 트레이드 마크가 되었으며 많은 선수들이 이 셀러브레이션을 따라했다. 또한 축구 뿐만 아니라 호날두를 동경하는 다른 종목의 선수들도 종종 이 셀러브레이션을 따라하기도 한다.[5]

- 웨인 루니는 두 팔을 벌리며 무릎 슬라이딩 하는 셀러브레이션으로 유명하다. 또한 루니는 토트넘 핫스퍼와의 경기에서 골을 넣은 후 복싱 동작 후 뒤로 쓰러지는 익살스런 셀러브레이션을 했는데 이는 어릴 적부터 복싱을 즐겨하던 루니가 2015년 3월 전 팀 동료인 필 바슬리와 집에서 권투를 하다가 상대 펀치에 맞고 쓰러지는 영상이 화제가 되어 이 셀러브레이션을 한 것으로 전해진다.
- 가레스 베일, 알렉산더 파투, 앙헬 디 마리아의 두 손으로 하트를 만드는 셀러브레이션
- 루이스 알베르토 수아레스의 손목 키스 셀러브레이션과 특유의 다이빙 셀러브레이션
- 페르난도 토레스의 무릎 슬라이딩 후 두 팔을 하늘을 향해 쏘는 듯한 셀러브레이션
- 디디에 드록바의 무릎 슬라이딩 후 경례하는 셀러브레이션이 유명한데 갈라타사라이 SK에서 뛰었을 당시 골을 넣은 후 무릎 슬라이딩을 했는데 무릎이 잔디에 미끄러지지 않고 잔디에 걸려 넘어진 적도 있다.
- 폴 포그바는 댑(dab) 셀러브레이션으로 유명하다. 그러나 에스콰이어와의 인터뷰에서 댑 댄스의 유행이 지나서 앞으로 댑 셀러브레이션을 하지 않겠다고 밝혔다.[6]
- 티에리 앙리의 골대를 잡은 채 거만한 표정을 짓는 익살스러운 셀러브레이션
- 카를레스 푸욜의 엘클라시코 경기에서 헤더 골을 넣은 후 주장 완장에 입을 맞추는 셀러브레이션
- 앙투안 그리즈만의 일명 '전화기 셀러브레이션'이 유명한데 이는 미국의 힙합 가수 드레이크의 'Hotline Bling'의 춤을 따라한 것이다.
- 앙투안 그리즈만의 왼팔을 높게 들고, 오른팔을 앞으로 향해 접으면서 무릎 슬라이딩 하는 셀러브레이션
- 앙투안 그리즈만의 오른팔과 검지 손가락을 위로 높게 들고, 무릎을 좌우로 번갈아 뛰는 셀러브레이션이 있는데 이는 포트나이트 게임에 나오는 한 캐릭터의 동작을 따라한 것이다.(Take the L)
- 가브리엘 바티스투타의 기관총 셀러브레이션
- 프란체스코 토티의 엄지 손가락을 빠는 일명 젖병 셀러브레이션과 관중들을 배경으로 찍은 셀카 셀러브레이션
- 루카 토니의 오른쪽 손바닥을 귀 옆에 대고 흔드는 셀러브레이션
- 크리스티안 비에리가 골을 넣은 후 팀 동료인 알레산드로 델 피에로와 마주보고 앉아 담소를 나누는 셀러브레이션
- 알레산드로 델 피에로의 혀를 내미는 셀러브레션
- 호나우두의 검지 손가락을 새우고 흔드는 셀러브레이션
- 호나우지뉴의 삼바춤 셀러브레이션
- 리오넬 메시는 자신이 축구를 하는데 도움을 준 돌아가신 할머니를 기리기 위해 두 팔을 하늘 위로 벌리는 셀러브레이션을 자주 한다.

- 피터 크라우치의 로봇춤 셀러브레이션

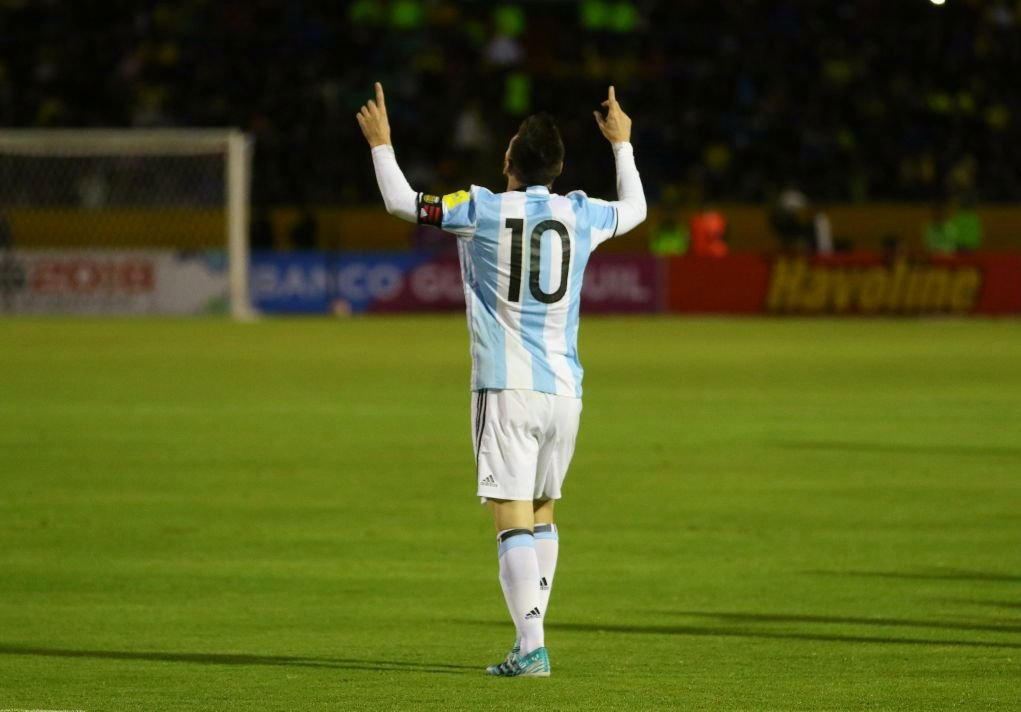
하늘을 향해 돌아가신 할머니를 기리는 리오넬 메시의 십자성호 셀러브레이션

- 토마스 뮐러와 아르연 로번의 악수 셀러브레이션
- 베베토는 1994 미국 월드컵에서 네덜란드의 8강전 경기에서 추가골을 넣은 뒤 펼친 일명 요람 셀러브레이션이 유명하다. 이는 당시 아들 마테우스가 태어났는데 그 기쁨을 셀러브레이션으로 표현한 것이다. 프랭크 램파드와 존 테리의 요람 셀러브레이션 또한 유명하다.
- 알베르토 질라르디노의 바이올린 셀러브레이션
- 빈센초 몬텔라의 비행기 셀러브레이션이 유명한데 이러한 셀러브레이션 덕분에 그는 "작은 비행기 (L'Aeroplanino)"라는 별명이 생겼다.
- 브리안 라우드루프의 일명 슈퍼 모델 셀러브레이션
- 필리포 인자기의 포효하는 셀러브레이션
- 팀 케이힐의 코너킥 깃발을 이용한 복싱 셀러브레이션
- 셰프키 쿠키의 공중 다이빙 셀러브레이션이 유명한데 이러한 셀러브레이션 덕분에 그는 '날아다니는 핀란드인(Flying Finn)'이라는 별명이 생겼다.
- 아흐메드 무사의 비행기 셀러브레이션
- 토니 크로스의 주먹 레이업 셀러브레이션
- 킬리앙 음바페의 양손을 겨드랑이에 끼우는 셀러브레이션
- 모하메드 살라의 파라오 셀러브레이션
- 제임스 워드프라우즈의 골프 스윙 셀러브레이션
- 안정환은 2002 한일 월드컵당시 미국과의 경기에서 골을 넣은 후 오노를 비꼬는 일명 스케이트 셀러브레이션과 이탈리아와의 16강전 경기에서 골든골을 넣은 후 일명 반지 셀러브레이션이 유명한데 반지 셀러브레이션은 라울 곤잘레스가 아내를 위해 한 것이 원조로 전해진다.
- 박지성은 2002 월드컵에서 포르투갈과의 예선 3차전 경기에서 결승골을 넣은 후 당시 거스 히딩크 감독에게 달려가 포옹하는 셀러브레이션을 한 것으로 유명하다. 2012년 2002 한일 월드컵 10주년 기념 올스타전에서 골을 넣은 후 히딩크 감독과 이를 재현해 화제가 되기도 했다. 뿐만 아니라 일본과의 경기에서 선취골을 넣은 후 펼친 일명 산책 셀러브레이션도 유명하다. 또 2010 남아공 월드컵에서 그리스와의 예선 1차전 경기에서 선취골을 넣은 뒤 펼친 일명 탈춤 셀러브레이션도 유명하다. 이는 월드컵 개막 전 어느 UCC를 통해 팬들이 추천해준 셀러브레이션을 이행한 것이다.[7][8]
- 박주영의 무릎 슬라이딩 후 기도 하는 셀러브레이션
- 손흥민의 찰칵 셀러브레이션[9]
- 문선민의 일명 관제탑 셀러브레이션이 유명한데 이는 유명 유튜버 감스트의 관제탑 춤을 따라한 것이다.
- 거스 히딩크 감독의 주먹을 불끈 쥐며 흔드는 일명 어퍼컷 셀러브레이션
- 아이슬란드의 경기 승리 기념으로 팬들과 함께 머리 위로 점점 빠르게 박수 치는 '바이킹 클랩(Viking Clap)' 셀러브레이션아이슬란드 팬들의 '바이킹 클랩' 셀러브레이션

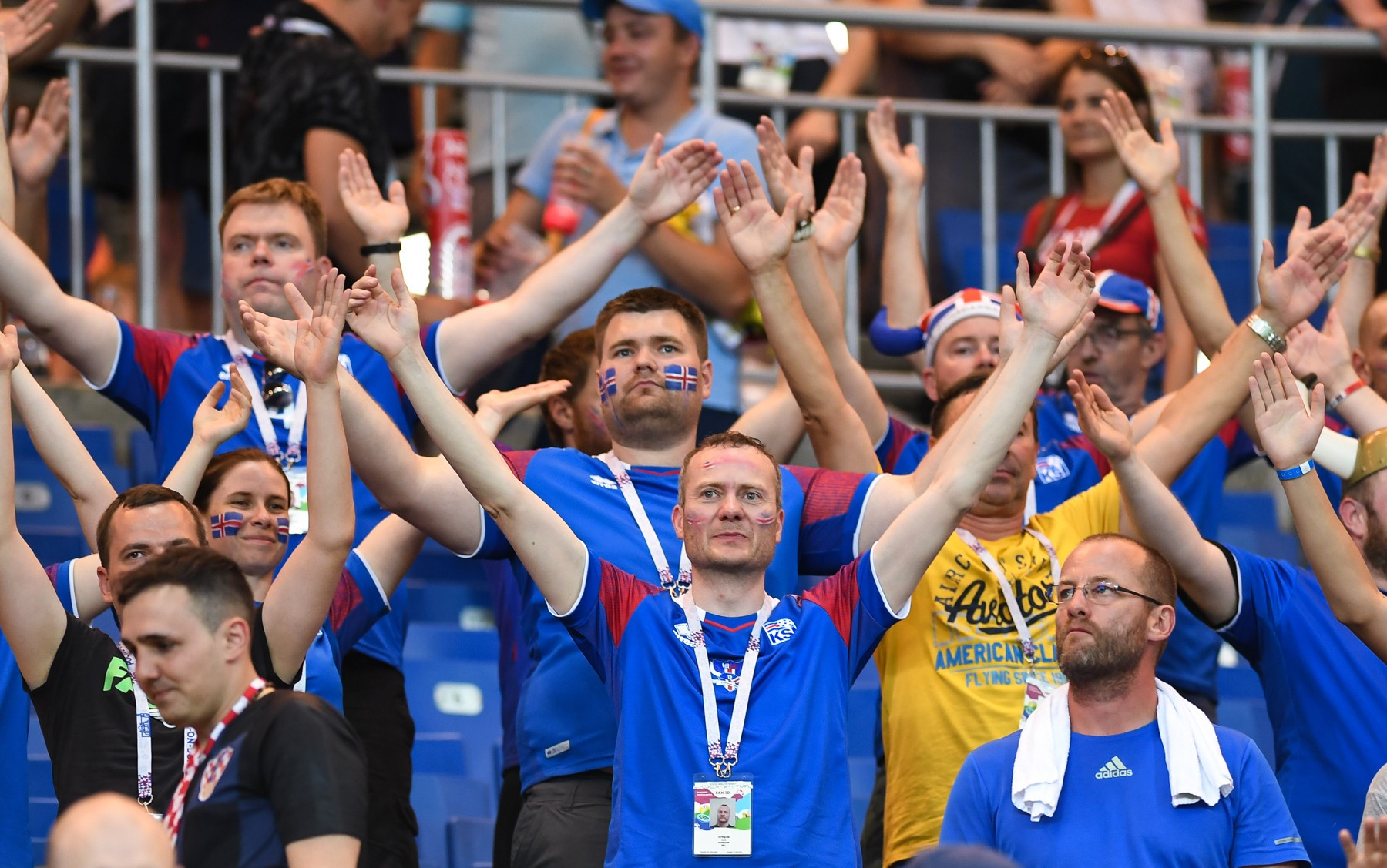
아이슬란드 팬들의 '바이킹 클랩' 셀러브레이션

- 이란의 관중들과의 프리허그 셀러브레이션
- 브라질의 팔을 아래로 거쳐 좌우로 움직이는 셀러브레이션

## 논란이 되었던 셀러브레이션
과격하거나 규정에 어긋난 셀러브레이션을 하면 작게는 카드를 받거나 크게는 징계를 받기도 한다. 다음은 논란을 야기한 셀러브레이션이다.
- 프리미어리그 1998-99 시즌 리버풀의 로비 파울러는 에버튼과의 머지사이드 더비 경기에서 1:1로 비기던 상황, 페널티킥으로 결승골을 넣었다. 그 후 그는 무릎을 꿇고 바닥에 코를 대 코를 킁킁 거리는 셀러브레이션을 했으며 이는 마약 복용을 연상시키는 셀러브레이션이었다.[10] 징계를 직감한 팀 동료 스티브 맥마나만이 그를 말렸지만 파울러는 계속 셀러브레이션을 하였다. 경기 후 당시 리버풀 감독인 제라르 울리에는 “파울러는 풀을 뜯어 먹는 소를 따라한 것”이라며 해명하였으나 파울러는 결국 4경기 출전 정지 처분을 받았다.
- 이탈리아의 마리오 발로텔리는 평소 반항적이고 거만하면서도 무뚝뚝한 셀러브레이션으로 유명하다. 그 예로 맨체스터 시티에서 뛰던 시절 맨체스터 유나이티드와의 더비 경기에서 첫 번째 골을 넣은 후 상의 유니폼을 뒤로 젖히고 안에 입고 있던 옷을 내보였는데 그 옷에는 "Why Always Me?"라는 문구가 적혀 있었다.[11] 이는 '왜 항상 나야?'라는 뜻이었는데, 경기장 외부에서 소음이 많았던 발로텔리를 비난하는 언론에게 맨체스터 더비전에서 골을 넣고 발로텔리가 언론에게 일침을 가했다. 발로텔리가 골을 넣은 맨체스터 더비는 맨체스터 유나이티드의 홈인 올드 트래포드에서 6-1로 이기면서 맨체스터 유나이티드를 상대로 대승을 거두었다. 또 다른 예로 유로 2012 조별예선 C조 3차전 아일랜드와의 경기에서 골을 넣은 후 셀러브레이션으로 거친 말을 하려던 찰나 동료 수비수 레오나르도 보누치가 그의 입을 막은 사건도 유명하다. 또 같은 대회 독일과의 준결승 전에서 두 번째 골을 넣은 후 상의 유니폼을 탈의 하여 근육을 자랑하는 셀러브레이션도 하였는데 이로 인해 발로텔리는 옐로 카드를 받았다. 그 후 발로텔리의 근육 자랑 셀러브레이션은 많은 페러디를 만들어냈다.
- 에마뉘엘 아데바요르는 프리미어리그 2009-10 시즌 맨체스터 시티에서 뛰고 있을 당시 전 소속팀 아스날과의 경기에서 2:1로 앞서고 있던 후반 35분에 헤더골을 넣은 뒤 골문 반대 쪽에 있던 아스날 관중들을 향해 달려가 무릎 슬라이딩을 하는 일명 역주행 셀러브레이션을 선보였다. 이에 경기장에 있던 격분한 아스날 관중들은 아데바요르에게 욕을 하며 쓰레기를 던졌다. 이 셀러브레이션으로 아데바요르는 3경기 출전 정지라는 징계를 받았으나 후에 아스날 팬들이 먼저 아데바요르에게 그의 부모를 욕하는 등 모욕적인 말을 했다는게 밝혀졌다.[12][13]
- 에딘손 카바니는 강남 스타일의 말춤을 추는 셀러브레이션과 포효하며 달리는 셀러브레이션, 그리고 화살 셀러브레이션으로 유명한데 카바니는 RC 랑스와의 경기에서 페널티킥을 성공시킨 후 평소와 같이 화살 셀러브레이션을 한 후 옐로 카드를 받아 경고 누적으로 퇴장 당하기도 했다. 카바니는 자신의 화살 셀러브레이션은 화살로 사냥을 했던 남아메리카 인디언인 우루과이 토착민들과 자신의 가족을 위한 셀러브레이션이라고 밝혔다.[14]
- 요르고스 카티디스는 2013년 3월 16일에 열린 베리아 FC와의 경기 중 1:1 동점 상황에서 결승골을 기록한 뒤에 나치 경례를 연상시키는 골 셀러브레이션을 하여 비난의 대상이 되었다. 그리스 축구 협회는 그를 그리스의 각급 축구 대표팀에서 영구 제명하는 중징계를 내렸으며 AEK 아테네는 그와 맺은 계약을 해지하였다.[15]
- 즐라탄 이브라히모비치는 2014년 9월 5일 에스토니아와의 친선 경기에서 2골을 넣으며 A매치 통산 50골로 스웨덴 축구 국가대표팀의 한 선수 A매치 최다골 기록을 세웠는데 두 번째 골을 넣은 후 유니폼 안에 입고 있던 "이러한 일이 가능 했던 것은 당신 덕분입니다"라는 문구가 쓰인 옷을 내보였다. 이로 인해 이브라히모비치는 옐로 카드를 받았다.[16]
- 스페인의 안드레스 이니에스타는 2010 남아공 월드컵에서 네덜란드와의 결승전에서 연장 후반 결승골을 넣은 뒤 유니폼 상의를 벗어 안에 입고 있었던 흰색 속옷을 내보였다. 그 흰색 속옷에는 "DANI JARQUE SIEMPRE CONNOSOTROS (다니엘 하르케는 항상 우리와 함께)"라는 문구가 적혀 있었는데 이는 고인인 다니 하르케를 기리는 셀러브레이션이였다. 그러나 이 셀러브레이션으로 이니에스타는 옐로 카드를 받게 되었다. FIFA규정상 유니폼을 벗는 행위는 금지되어 있기 때문이다. 후에 이니에스타의 하르케를 기리는 문구가 담긴 흰 옷은 RCD 에스파뇰의 홈구장인 RCDE 스타디움에 전시되었다.[17]
- 이반 카비에데스의 노란색 스파이더맨 마스크를 쓰는 셀러브레이션이 유명한데 이는 그의 후배 오틸리노 테노리오선수를 위한 것이다. 테노리오는 골을 넣은 후에 자신의 아들을 위해 평소에 아들이 좋아하는 스파이더맨 셀러브레이션을 자주 선보였었는데 테노리오는 불의의 교통 사고로 세상을 떠나게 되었다. 그런 그를 기리기 위해 카비에데스가 스파이더맨 마스크를 쓰는 셀러브레이션을 선보인 것이다. 그러나 이 셀러브레이션이 FIFA규정에 저촉되는 것이 아니냐는 논란에 휩싸였었는데 다행히 마스크 착용은 유니폼 탈의 셀러브레이션과 달리 금지하고 있지않아 징계를 면했다.[18]
- 네이마르는 산투스 FC시절 2011년 4월 6일에 열린 홈 구장 빌라 베우미루에서 치른 코파 리베르타도레스(남미 클럽 선수권) 칠레의 콜로-콜로와의 5조 예선경기에서 후반 6분 팀의 세 번째 골을 넣은 후 관중석에서 자신의 얼굴이 새겨진 가면을 거꾸로 쓰는 셀러브레이션을 했는데 이로 인해 페어플레이에 부합하지 않았다는 이유로 주심에게 경고를 받아 이미 전반전에 받은 경고카드와 함께 경고누적으로 퇴장당하는 일이 있었다.
- 리오넬 메시는 프리메라리가 16/17시즌 33라운드 레알 마드리드와의 엘 클라시코 경기 중 2:2 동점 상황에서 결승골을 넣은 후 자신의 유니폼을 벗어 관중들에게 펼쳐서 보여주는 자신감 넘치는 셀러브레이션을 했다. 이 셀러브레이션으로 메시는 경고를 받았다.[19][20]
- 박종우는 2012년 런던 올림픽에서 일본과의 동메달 결정전에서 승리한 후 경기 뒤풀이 셀러브레이션 과정에서 한국 관중으로부터 건네받은 '독도는 우리 땅'이라는 표어가 써진 피켓을 들고 돌아다니는 셀러브레이션을 했는데 후에 IOC에 의해 '독도는 양국 간의 영토분쟁 지역임'을 이유로 동매달을 박탈 당했다가 후에 다시 받게되는 사건이 있었다.[21]
- 제이미 바디는 프리미어리그 2020-21 시즌, 셰필드 유나이티드와의 원정 경기 중 1:1로 비기고 있는 상황에서 후반전 45분에 극적인 결승골을 넣었다. 이후 바디는 코너 에어리어 플래그 스틱(일명 코너킥 깃발)을 차는 셀러브레이션을 했는데, 이로 인해 코너킥 깃대가 부러졌다. 이를 확인한 주심은 바디한테 경고를 부여했다. 당시 바디가 부쉈던 코너킥 깃발엔 성소수자(LGBT)를 상징하는 무지개 색상이 들어가 있었는데 이로 인해 어떠한 악의가 있었는지 논란이 일었다.[22] 이후 제이미 바디는 소속팀 레스터 시티의 한 성소수자 팬에게 자신이 부순 깃발에 "계속 좋은 일을 해!(Keep up the good work!)"라는 메시지와 자신의 친필 사인을 남겨 사과의 의미를 보내기도 했다.[23]
- 성남 FC에서 뛰고 있는 페이살 물리치는 K리그1 2021에서 광주 FC와의 경기에서 후반전 9분에 득점을 이루어낸 기념으로 탈의 셀러브레이션을 하려고 했었으나 결국 중단했다. 그 이유는 경기 중 탈의하는 행위가 경고 받는 사유, 즉 옐로카드 받는 사유 중 하나이기 때문이다. 하지만 그는 전반전 29분에 상대 팀 김원식이 물리치의 오른쪽 무릎에 왼쪽 옆머리에 강하게 부딪힌 장면에서 이미 경고 한 번 받았다. 그러나 경기 중 탈의할 경우 바로 경고를 받는 것을 알게 된 그는 탈의를 하고 나서 셀러브레이션을 중단했다. 그러나 이미 상의는 탈의했고, 결국 옐로카드 한 장 더 받으면서 경고 누적으로 퇴장 조치를 받아야 했다.

## 노 셀러브레이션
축구에서 골을 넣은 후 항상 셀러브레이션을 하는 것은 아니다. 일명 노 셀러브레이션(No Celebration)이라고도 하는데 크게 두 가지 경우가 있다. 하나는 큰 점수차로 지고 있을 때 만회골을 넣은 경우 셀러브레이션을 하지 않거나 대충 셀러브레이션을 한 뒤 빠른 전개를 위해 공을 센터 마크로 가져간다. 그만큼 동점골 또는 심지어는 역전골까지 넣을 수 있는 시간이 많아지기 때문이다. 또 다른 경우는 전 소속팀(일명 친정팀)을 상대로 골을 넣었을 때이다. 이 경우는 대부분 전 소속팀의 선수와 감독 그리고 팬들에 대한 예의와 고마움을 표현하기 위함이다. 대표적인 예로 레알 마드리드의 크리스티아누 호날두가 2012~2013시즌 UEFA 챔피언스리그 16강전 1차전에서 전 소속팀인 맨체스터 유나이티드를 상대로 골을 넣은 후 골 셀러브레이션을 하지 않았다. 그리고 경기가 끝난 후 당시 맨체스터 유나이드 감독이였던 알렉스 퍼거슨감독과 포옹을 하기도 했다. 또 아르헨티나의 가브리엘 바티스투타는 2000년 AS 로마 이적 후 전 소속팀인 ACF 피오렌티나와의 경기에서 득점한 뒤 골 셀러브레이션을 하지 않은 것은 물론 미안함에 눈물까지 흘렸으며 독일의 골잡이 루카스 포돌스키는 유로 2008 폴란드와의 조별리그에서 두 골을 터트렸지만 셀러브레이션을 하지 않았다. 그는 폴란드 태생이기 때문이다. 당시 그는 "나는 두 개의 심장을 가지고 있다. 독일의 심장과 폴란드 심장이 모두 뛰고 있다."라는 명언을 남겼다. 또 뉴욕 시티 FC로 이적한 후 맨체스터 시티로 임대된 프랭크 램파드도 13년 동안 뛰었던 첼시 FC를 상대로 교체 출전하여 동점골을 넣은 뒤 중요한 골임에도 불구하고 셀러브레이션을 하지 않았다.

## 부상
공중제비나 경기장에 배치된 광고판을 넘는 등의 과격한 셀러브레이션은 자칫 선수의 부상을 초래하기도 한다. 특히, 선수들은 잔디에 무릎을 쓸며 슬라이딩 하는 셀러브레이션을 자주하는데 이는 잔디의 상태에 따라서 무릎에 부상을 초래할 수도 있다.
2014년 10월 14일 인도 3부 리그인 미조람 프리미어리그의 베들레헴 벤구슬란 소속 인도 축구선수 피터 비악상주알라(Peter Biaksangzuala)는 첸마리 웨스와의 경기에서 후반 17분 동점골을 넣은 후 공중제비 셀러브레이션을 하다가 등과 목 쪽으로 착지를 잘못하여 의식을 잃었다. 곧바로 병원으로 이송되었지만 6일 후인 10월 20일 23세의 나이로 끝내 사망하였다.

## 같이 보기
- 훌리건